# Nassir Al-Ghanim
Nassir Al-Ghanim, scritto anche Nasser Al-Ghanem (24 maggio 1954), è un ex calciatore kuwaitiano, di ruolo centrocampista.

## Carriera

### Nazionale
Con la nazionale kuwaitiana ha vinto la Coppa d'Asia 1980 ed ha partecipato ai Mondiali del 1982, oltre che alla Coppa d'Asia 1988.